# Golfo Estrimónico
El golfo Estrimónico (en griego, Στρυμονικός Κόλπος, en latín, Strymonicus sinus) es una parte del mar de Tracia (que a su vez es una parte del mar Egeo), en la costa de Tracia, llamado así por el río Estrimón, que desemboca en él. Ya recibía este nombre en la época clásica griega. Modernamente se le llamó golfo de Contessa, y después golfo de Orfani, pero en la actualidad se vuelve a denominar Strimonikós kólpos, como antaño. Está limitado al oeste por la península Calcídica y al este por la Unidad periférica de Serres, en la periferia de Macedonia Central. También al este queda la isla de Thasos.
En la antigua ciudad ribereña de Estagira nació Aristóteles.